# Hondo (Texas)
Hondo es una ciudad ubicada en el condado de Medina en el estado estadounidense de Texas. En el Censo de 2010 tenía una población de 8.803 habitantes y una densidad poblacional de 352,25 personas por km².

## Geografía
Hondo se encuentra ubicada en las coordenadas 29°21′15″N 99°9′43″O / 29.35417, -99.16194. Según la Oficina del Censo de los Estados Unidos, Hondo tiene una superficie total de 24.99 km², de la cual 24.92 km² corresponden a tierra firme y (0.28%) 0.07 km² es agua.

## Demografía
Según el censo de 2010, había 8.803 personas residiendo en Hondo. La densidad de población era de 352,25 hab./km². De los 8.803 habitantes, Hondo estaba compuesto por el 80.96% blancos, el 7.91% eran afroamericanos, el 0.64% eran amerindios, el 1.53% eran asiáticos, el 0.01% eran isleños del Pacífico, el 7.17% eran de otras razas y el 1.78% pertenecían a dos o más razas. Del total de la población el 63.47% eran hispanos o latinos de cualquier raza.